# Parní dóm

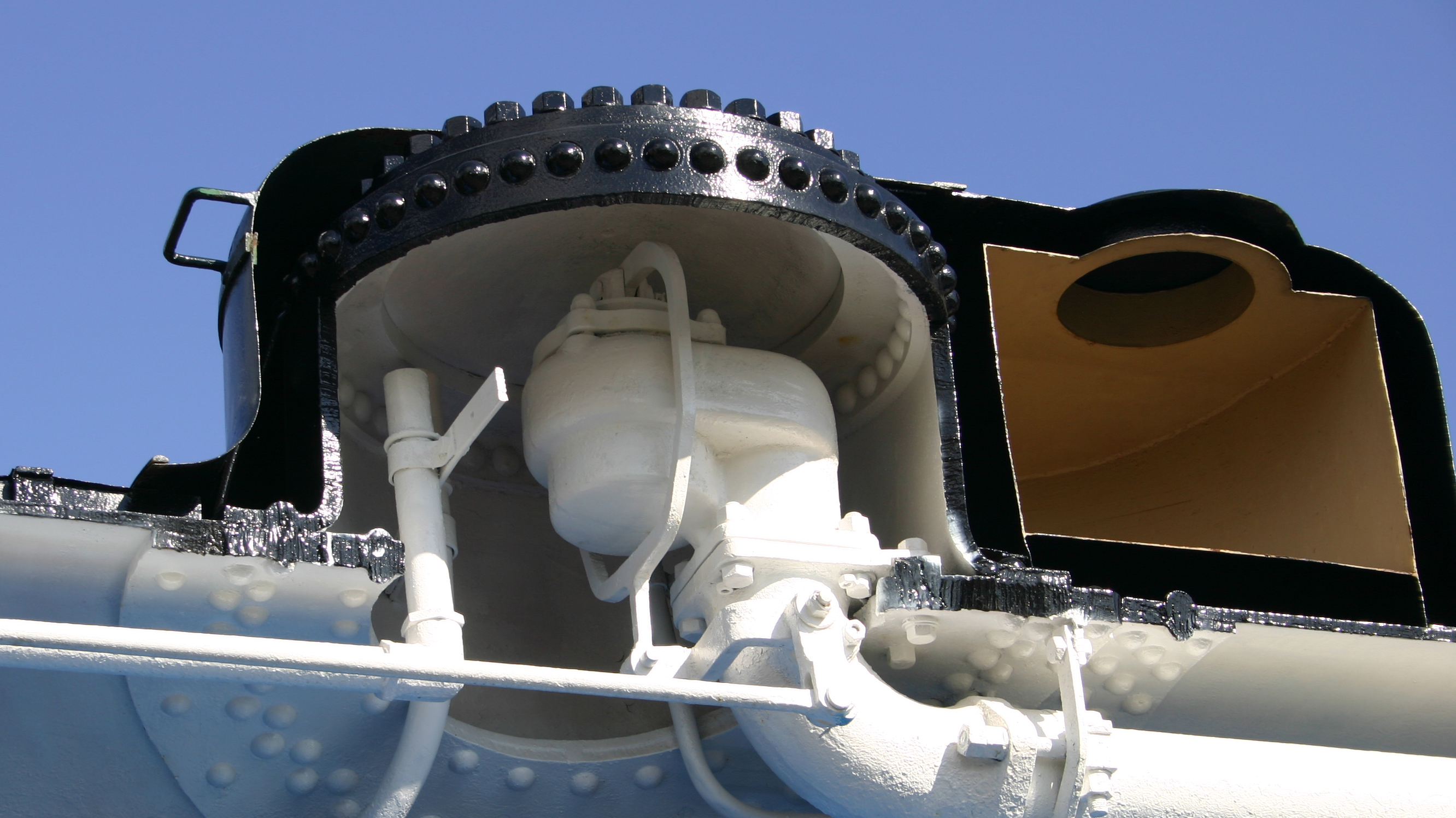
Dóm v řezu

Parní dóm či parojem je vyvýšené místo na parním kotli. Slouží ke shromažďování páry ve větší vzdálenosti od hladiny vřící vody.
Parní dómy tvoří například typické „boule“ na kotlích parních lokomotiv, ale i stabilních kotlů. Z jednoho parního dómu je vždy odváděna pára k parnímu stroji a někdy i k armaturám (armaturní hlavě). Protože je to místo nejvíce vzdálené od hladiny, je v něm pára nejsušší. Kapičky vody v páře mohou totiž poškodit parní stroj a každopádně snižují tepelnou účinnost soustavy kotel–stroj. Pro další snížení vlhkosti páry býval před ústím roury odvádějící páru umístěn odlučovač vody.
Pokud je kotel vybaven více parními dómy, bývají spojeny komunikační trubkou, aby mezi nimi mohla pára proudit i tehdy, je-li kotel plný vody. Trubka je obvykle vedena vnitřkem (její stěny pak nemusejí odolávat tlaku vody v kotli), ale někdy též vně kotle (a tvoří pak výraznou příčku mezi dómy). Ve druhém parním dómu bývá obvykle umístěn čistič vody přiváděné do kotle.